# キムナイヌ
キムナイヌは、アイヌに伝わる妖怪。「山にいる人」を意味し、キムンアイヌとも呼ばれる。キムンクッ（山にいる神）、キモカイクッ（山においでになる神）、オケン（つるっぱげ）などの別名もある。

## 概要

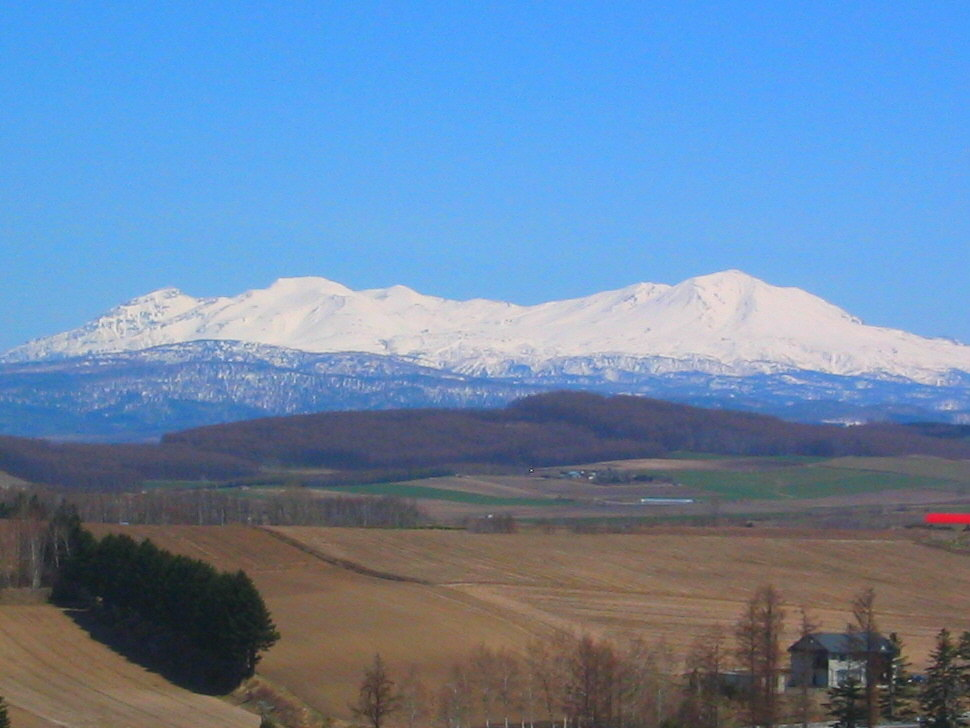
大雪山連峰

北海道の大雪山に伝わる伝説によれば、石狩川の奥地の山の斜面に、キムナイヌがいるために泊まってはいけないといわれた土地があった。キムナイヌは足が速い上に力も強く、クマでも何でも追いかけて手掴みにして殺すが、タバコに火をつけて差し出せば、人を殺すようなことはしないという。
山の中でタバコを吸っていると、キムナイヌはタバコが大好きなので寄って来るが、タバコを少しつまみ取って「山の神さんにあげます」と言えば、害を受けることはないという。
また樺太ではロンコロオヤシ（禿げ頭のお化け）ともいい、山の中で荷物が重くて困っているときに「アネシラッキ ウタラ イカスウ ワ（守り神さんたち、手伝っておくれ）」と叫ぶと現れ、荷物を軽くしてくれる。しかし、うっかり禿げ頭のことを口にすると、たちまち山が荒れ、急に雨が降ったり、どこからか木片が飛んできたり、路傍の大木が倒れてくるともいう。
山の中で、風もないのに大木が急に倒れるのはキムナイヌの仕業といわれ、そのようなときには「キムン ポネカシ ヤイカ ニー オツイ ナー（山の小父さん、お前さんの上に木が倒れていくよ）」と唱えると、キムナイヌは退散して行くという。
人間の血をひどく嫌うともいうが、その一方、キムナイヌが人間を殺したという伝承や童話も少なくない。